# Comuni dell'Austria
I comuni dell'Austria sono gli enti amministrativi di base del Paese; in numero di 2 093 (2022), hanno diverso status onorifico: 
- comune (Gemeinde), per i comuni a cui non sia stato conferito il titolo di città;
- comune di mercato o borgata (Marktgemeinde), per i comuni a cui non sia stato conferito il titolo di città ma dove si tiene un mercato settimanale;
- città-comune (Stadtgemeinde), comune che ha lo status di città ma non ha un sistema legislativo proprio o uno statuto cittadino.
- città statutaria (Statutarstadt), città con un sistema legislativo proprio o uno statuto cittadino.

In tedesco è talvolta usato in forma non ufficiale anche il termine kommune.

## Comuni bilingui

### Comuni bilingui tedesco-croati
In Austria ci sono 19 comuni bilingui tedesco-croato tutti in Burgenland abitati dai croati del Burgenland, tutti hanno lo status di comune (gemeinde - općina) e sono:
- Antau (Otava)
- Draßburg (Rasporak)
- Baumgarten (Pajngert)
- Frankenau-Unterpullendorf (Frakanava-Dolnja Pulja), con quasi l'80% di croati.
- Großwarasdorf (Veliki Borištof), con quasi l'80% di croati.
- Güttenbach (Pinkovac), con l'80% di croati.
- Neuberg im Burgenland (Nova Gora)
- Nikitsch (Filež), con l'87% di croati.
- Oslip (Uzlop), con circa il 50% di croati.
- Schachendorf (Čajta), con il 73% di croati.
- Schandorf (Čemba), con il 70% di croati.
- Siegendorf (Cindrof), con il 50% di croati.
- Steinbrunn (Štikapron)
- Stinatz (Stinjaki), con il 62% di croati.
- Rotenturm an der Pinka (Verešvar)
- Trausdorf an der Wulka (Trajštof)
- Wulkaprodersdorf (Vulkaproderštof)
- Zagersdorf (Cogrštof)
- Zillingtal (Celindof)

### Comuni bilingui tedesco-ungheresi
In Austria ci sono 4 comuni bilingui tedesco-ungherese tutti in Burgenland, tutti hanno lo status di comune (gemeinde - települései) e sono:
- Oberpullendorf (Felsőpulya)
- Oberwart (Felsőőr)
- Rotenturm an der Pinka (Vasvörösvár)
- Unterwart (Alsóőr), con quasi il 75% di ungheresi.

### Comuni bilingui tedesco-sloveni
In Austria ci sono 6 comuni bilingui tedesco-sloveno tutti in Carinzia abitati dagli sloveni della Carinzia, tutti hanno lo status di comune (gemeinde - občina) e sono:
- Bleiburg (Pliberk)
- Eisenkappel-Vellach (Železna Kapla-Bela)
- Feistritz ob Bleiburg (Bistrica nad Pliberkom)
- Globasnitz (Globasnica)
- Ludmannsdorf (Bilčovs)
- Zell (Sele), con quasi il 90% di sloveni.

## Comuni austriaci confinanti con due stati
10 comuni austriaci confinano con due stati: 
- Arnoldstein con Italia e Slovenia
- Deutsch Jahrndorf con Slovacchia e Ungheria
- Feldkirch con Svizzera e Liechtenstein
- Fußach con Svizzera e Germania
- Hohenau an der March con Repubblica Ceca e Slovacchia
- Nauders con Svizzera e Italia
- Nenzing con Svizzera e Liechtenstein
- Pfunds con Svizzera e Italia
- Sankt Martin an der Raab con Ungheria e Slovenia
- Schwarzenberg am Böhmerwald con Germania e Repubblica Ceca

## Elenchi comuni

### Comuni per popolazione
| Posizione | Comune  | Abitanti (2016) | Distretto | Land   |
| --------- | ------- | --------------- | --------- | ------ |
| 1º        | Vienna  | 1 840 226       |           | Vienna |
| 2 093º    | Gramais | 51              | Reutte    | Tirolo |

### Comuni per superficie
| Posizione | Comune     | Superficie | Distretto | Land   |
| --------- | ---------- | ---------- | --------- | ------ |
| 1º        | Sölden     | 466,78     | Imst      | Tirolo |
| 2 093º    | Rattenberg | 0,11       | Kufstein  | Tirolo |

### Comuni per altitudine (altezza massima e minima territorio comunale)
| Posizione          | Comune                       | Altitudine | Distretto            | Land       |
| ------------------ | ---------------------------- | ---------- | -------------------- | ---------- |
| Massima altitudine | Heiligenblut am Großglockner | 3798 slm   | Spittal and der Drau | Carinzia   |
| Massima altitudine | Kals am Großglockner         | 3798 slm   | Lienz                | Tirolo     |
| Minima altitudine  | Apetlon                      | 114 slm    | Neusiedl am See      | Burgenland |

### Estremità geografiche
| Posizione | Comune              | Coordinate | Distretto       | Land          |
| --------- | ------------------- | ---------- | --------------- | ------------- |
| NORD      | Haugschlag          | 48° 59′ N  | Gmünd           | Bassa Austria |
| SUD       | Eisenkappel-Vellach | 46° 29′ N  | Völkermarkt     | Carinzia      |
| OVEST     | Feldkirch           | 9° 36′ E   | Feldkirch       | Vorarlberg    |
| EST       | Deutsch Jahrndorf   | 17° 6′ E   | Neusiedl am See | Burgenland    |

## Amministrazione
Il comune è diretto da un Bürgermeister (sindaco).
Il consiglio comunale (Gemeinderat) è l'organo deliberante del comune.
I consiglieri comunali (Gemeinderatsmitglieder) vengono eletti direttamente per gli abitanti dei comuni per 6 anni.
I consiglieri comunali vengono eletti durante le elezioni comunali (Gemeinderatswahl).